# Stadtarchiv Schaffhausen

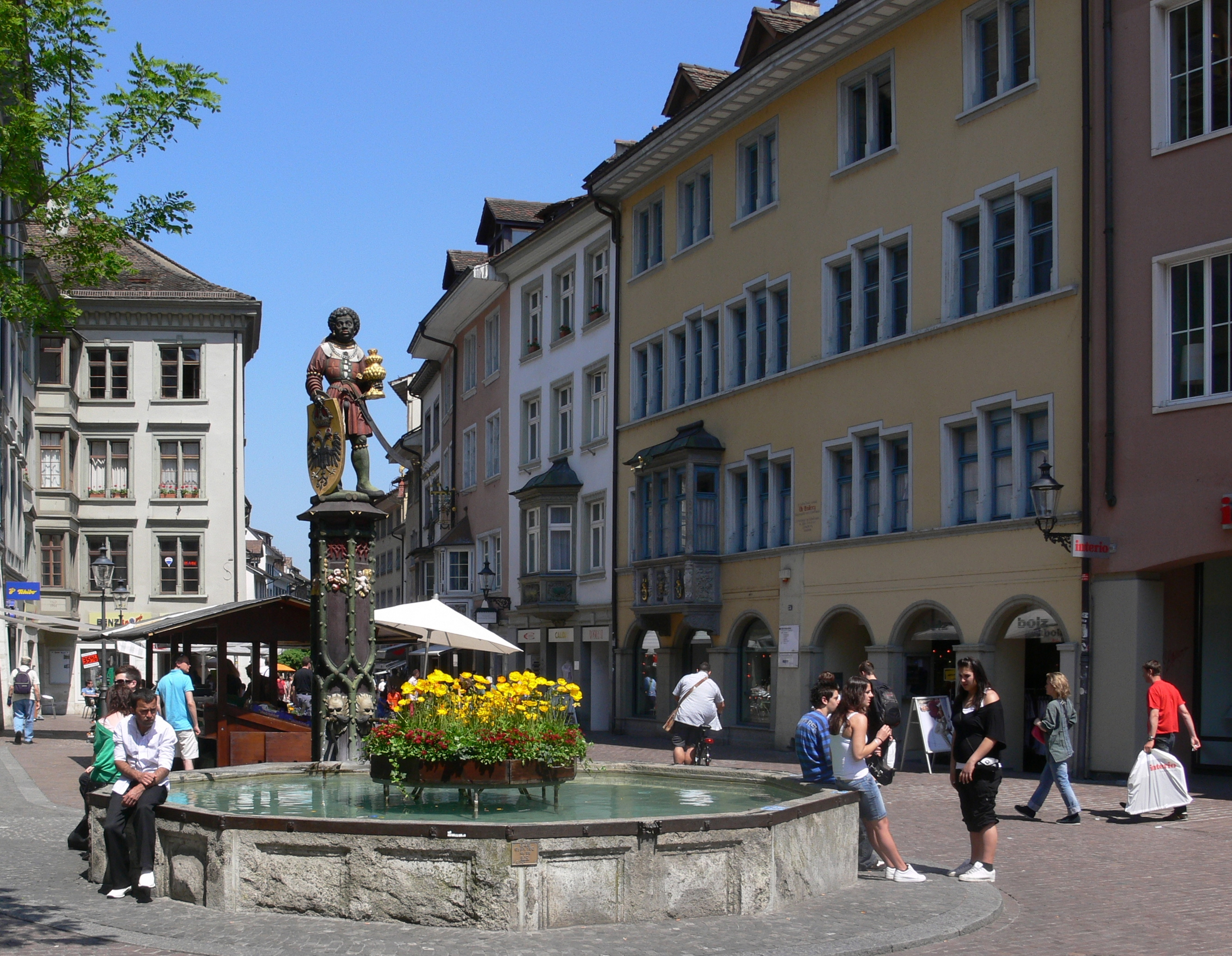
Stadtarchiv Schaffhausen (gelbes Gebäude rechts im Bild) am Fronwagplatz (2008)

Das Stadtarchiv Schaffhausen ist das Stadtarchiv der Stadt Schaffhausen im gleichnamigen Schweizer Kanton. Seit 1958 befindet es sich im Grossen Haus am Fronwagplatz 24. Es verfügt zurzeit (Stand September 2014) über zwölf Räume und sechs Compactusanlagen. Die Platzkapazität der Regale beträgt rund 3100 m; davon sind 89 % belegt.

## Geschichte
Die Geschichte des Schaffhauser Stadtarchivs geht auf die Nellenburger und das von ihnen gegründete Kloster Allerheiligen zurück. Das Kloster verfügte über einen beträchtlichen Urkundenschatz, der seine Stellung als bedeutendes Reformkloster des 11. und 12. Jahrhunderts widerspiegelte. Zudem übergab Graf Eberhard von Nellenburg, nachdem er gegen Ende seines Lebens in das Stift eingetreten war, sein Hausarchiv dem Kloster. Nach Einführung der Reformation 1529 fiel mit dem Eigentum des Klosters auch das Klosterarchiv an die weltliche Verwaltung. In der Folgezeit wurden einige Dokumente ins Rathaus, d. h. in das Archiv des Stadtstaates verbracht, das heutige Staatsarchiv Schaffhausen, andere verblieben in der Abtei, da die „Klosterverwaltung Allerheiligen“ noch über vier Jahrhunderte als juristische Person Bestand hatte.

Städtisches Archiv in der Sakristei der Kirche St. Johann (ca. 1958)

Die heute noch gültige Rechtsform erhielt das Stadtarchiv Schaffhausen erst nach der Trennung von kantonaler und städtischer Verwaltung aufgrund der Kantonsverfassung von 1831. Damals wurde der Kunstmaler Bernhard Freuler (1796–1858) zum ersten städtischen Registrator und Archivar gewählt. Das erste Archiv der Stadt wurde in der ehemaligen Sakristei der Kirche St. Johann eingerichtet. Betreut wurden die Dokumente und Urkunden ab 1866 nebenamtlich vom Historiker Hans Wilhelm Harder, dieser erstellte auch ein erstes Repertorium. Harder erstellte 1866 auch das erste Urkundenbuch der städtischen Urkunden. Über 125 Jahre wurden die städtischen Akten in der Sakristei gelagert. Als der Platz erschöpft war, wurden zusätzlich weitere Archivräume in Betrieb genommen. Das Handarchiv für die Verwaltung wurde im Keller des Stadthauses eingerichtet. 1913 erfolgte die Wahl von Stadtbibliothekar und Pfarrer Carl August Bächtold zum nebenamtlichen Stadtarchivar. Vorher war dieses Amt während Jahrzehnten nicht mehr besetzt worden, und auch nach Bächtolds Rücktritt 1918 wurde die Führung des Archivs wieder der Stadtkanzlei überbunden.
1956 wurde alt Reallehrer Ernst Steinemann (1888–1972) zum halbamtlichen Stadtarchivar gewählt. Zusätzlich wurde ein vollamtlicher Mitarbeiter eingestellt. Im Zuge dieser personellen Neuerungen folgte die Vereinigung der bisher an fünf verschiedenen Orten untergebrachten städtischen Archivalien an einem Ort. 1959 wurde das Stadtarchiv nach seinem Einzug in das „Grosse Haus“ am Fronwagplatz erstmals der Öffentlichkeit übergeben. Bis zum Rücktritt Steinemanns 1970 hatte er dem Archivbestand eine den Prinzipien der Dezimalklassifikation folgende Ordnung gegeben. Nach dem Rücktritt Steinemanns wurde Hans Ulrich Wipf zum Stadtarchivar gewählt.
In den kommenden Jahren entstanden Archivanlagen mit über zweieinhalb Regalkilometern Fassungsvermögen, dazu kamen Plan- und Grafikschränke für Bilder, Karten und Pläne, die besondere Anforderungen an die Aufbewahrung und Erhaltung stellen.
Im Keller entstand 1994 ein Kulturgüter-Schutzraum mit einem Fassungsvermögen von über 500 Laufmetern. Hier werden die wichtigsten Unterlagen sicher aufbewahrt: mittelalterliche Urkunden, Ratsprotokolle, Grund- und Rechnungsbücher und historische Nachlässe. 1996 wurde Peter Scheck zum Nachfolger von H. U. Wipf gewählt. Es folgte die Einführung der elektronischen Datenverarbeitung. Seit dem Jahr 2000 ist das Bestandesverzeichnis im Internet einsehbar.

## Bestände
Das älteste Dokument des Stadtarchivs stammt aus dem Jahr 1045. Es ist dies eine Urkunde mit der König Heinrich III. dem Grafen Eberhardt von Nellenburg das Münzrecht für die Stadt Schaffhausen verlieh. Auf dieser Urkunde erscheint erstmals der Name „Scafhusun“, daher spricht man auch von der Ersterwähnungs-Urkunde.

Schaffhauser Münzrechtsurkunde (1045)

Weitere wichtige Quellen im Stadtarchiv Schaffhausen sind die Steuer- und Rechnungsbücher der Stadt. Diese reichen bis ins Jahr 1392 zurück. Es sind wertvolle Quellen für das städtische Leben im Mittelalter und in der frühen Neuzeit, die nur in wenigen Städten seit so früher Zeit erhalten blieben. Da jede Rüstung, jede Fehde, jeder Bau und jede Gebietserweiterung ebenso bezahlt werden mussten wie die städtischen Diener und Beamten, erhalten wir durch die Rechnungsbücher davon Kenntnis. So konnte der erste bekannte Schaffhauser Hexenprozess im Jahr 1402 aufgrund der Stadtrechnungen nachgewiesen werden.
Seit 1540 werden Geburten und Eheschliessungen in Kirchenbüchern dokumentiert. Diese wichtigen Quellen zur Familiengeschichte sind seit dem 18. Jahrhundert von den Lokalhistorikern J. L. Bartenschlager, J. J. Veith und H. W. Harder und in den Genealogischen Registern der Stadt Schaffhausen ausgewertet worden. Die Register enthalten die Wappen und Ahnenreihen altschaffhauser Geschlechter vom 16. bis zum 19. Jahrhundert.
Die Stadtgeschichte ist nicht nur durch Bücher und Dokumente überliefert, sondern auch durch Karten, Pläne und Bilder. Das Stadtarchiv verfügt über ca. 200.000 bildliche Darstellungen, von frühen Stichen und Zeichnungen bis zu Fotografien und von alten Landkarten, Grund- und Bauplänen bis und modernen Katasterblättern.

## Dienstleistungen
- Das Stadtarchiv Schaffhausen verwaltet, erschliesst und vermittelt das Schriftgut der Stadt Schaffhausen, wie es seit 1831 aus der amtlichen Tätigkeit ihrer Behörden und Verwaltung hervorgeht.
- Es verwaltet ausserdem vom Schriftgut des alten Stadtstaates Schaffhausen jene Ämter, die 1831 ins Eigentum der Einwohnergemeinde Schaffhausen übergingen, sowie die mittelalterlichen und frühneuzeitlichen Stadtrechnungen und Steuerbücher.
- Das Stadtarchiv übernimmt in Ergänzung dazu auch wichtiges nicht-behördliches Quellenmaterial zur Geschichte Schaffhausens (Schenkungen und Depots von Vereinen, Parteien, Firmen, Familien, Einzelpersonen usw.).
- Es sammelt die Schaffhauser Zeitungen, führt weitere Sammlungen (Fotos, Pläne) und unterhält für die Benutzung im Archiv eine Präsenzbibliothek.